# Sentier de Roche Plate
Le sentier de Roche Plate est un sentier de randonnée français situé à La Réunion, sur le territoire de la commune de Saint-Paul. Entièrement protégé au sein du parc national de La Réunion, il permet d'atteindre l'îlet de Roche Plate, dans le cirque naturel de Mafate, depuis la route forestière du Maïdo, sur les pentes occidentales du Maïdo. Il se confond avec les GR R1, GR R2 et GR R3 dans sa section orientale entre la Brèche et Roche Plate.